# Dead Effect
Dead Effect est un jeu vidéo de tir à la première personne développé par inDev Brain et publié par BulkyPix pour iOS et Android. Il est sorti le 12 septembre 2013 pour iOS et le 15 octobre pour Android. Initialement disponible sur l'App Store et Google Play à l'achat, le jeu est passé à un modèle freemium en février 2014, avec l'inclusion d'achats intégrés.  Le 20 février 2014, le jeu était vert pour Steam.  Une version à accès anticipé a été publiée pour Windows et OS X le 15 avril le jeu devenant or le 17 décembre. Le jeu a reçu des critiques mitigées à positives et a été téléchargé plus de trois millions de fois. Une suite, Dead Effect 2, est sortie le 29 octobre 2015. 

## Gameplay
Les mécanismes de jeu de Dead Effect sont similaires à ceux des autres jeux de tir iOS/Android à la première personne, tels que les jeux de la série Modern Combat ou NOVA. Dans la configuration par défaut, le mouvement est contrôlé par un joystick virtuel à gauche de l'écran, la vue et la visée étant contrôlées par le joueur déplaçant son doigt sur l'écran tactile, bien qu'il y ait deux boutons de raccourci à gauche et à droite de l'écran pour permettre le joueur pour tourner instantanément de 90 degrés vers la gauche ou la droite. Les joueurs peuvent utiliser des explosifs, des viseurs en fer, recharger, changer d'arme, tirer et entrer en mode ralenti à l'aide des boutons virtuels à droite de l'écran. Les commandes peuvent être personnalisées à partir du menu principal, chaque icône étant individuellement repositionnable selon les besoins du joueur.
En mode histoire, le joueur peut jouer en tant qu'homme (Gunnar Davis) ou femme (Jane Gray), bien qu'il n'y ait aucune différence dans le scénario ou les armes.  Le jeu propose douze missions que le joueur doit accomplir en séquence, en combattant des ennemis sous forme de zombies et en accomplissant des tâches telles que la recherche de codes pour ouvrir des portes.  À différents niveaux, le joueur rencontre également des boss. Chaque niveau comporte des pods qui reconstituent la santé du joueur, et dans les niveaux ultérieurs, des pods peuvent être trouvés qui amélioreront les statistiques du joueur. Chaque niveau contient également des orbes secrets qui peuvent être tirés et des tablettes cachées qui peuvent être collectées.
En mode survie, le joueur doit survivre pendant une durée déterminée, tuant autant d'ennemis que possible.  En mode biohazard, le joueur doit vaincre des vagues d'ennemis. Les scores et les réalisations sont suivis via Game Center.

## Récit
Se déroulant en 2045, le jeu commence avec le réveil de la cryostase 178 jours après le vol du vaisseau spatial de colonisation ESS Meridian. Membre de l’équipe de sécurité d’élite, «Unité 13», Gray ne sait pas pourquoi l’ordinateur l’a réveillée prématurément, et entreprend donc d’apprendre ce qui se passe. Elle découvre que l'équipage du navire s'est transformé en zombies; détectant une activité inhabituelle à bord, l'ordinateur a automatiquement réveillé l'unité 13 conformément à son protocole de sécurité. Lorsque Gray est capable de réactiver le comlink sur son costume, l'ordinateur lui dit qu'il y a quelque chose qui ne va pas avec elle, mais avant qu'elle puisse enquêter plus loin, elle est contactée par le Dr Wagner de la division de recherche. Wagner lui dit que l'équipage a été attaqué par un virus qui les tue puis les réanime, et qu'elle aussi est infectée, c'est pourquoi son costume a signalé des anomalies de santé. Wagner la dirige vers le laboratoire médical et un lit médicalisé informatisé administre un sérum détox.
Wagner dit à Gray que le virus est d'origine humaine, développé dans le cadre du projet "Dead Effect", mais qu'il a été accidentellement divulgué et infecté tout l'équipage. Il explique qu'en l'absence du pilote, le navire a activé son pilote automatique, qui est programmé pour retourner sur Terre. Si le méridien atteint la Terre, le virus infectera toute l'humanité. La seule façon d'arrêter le navire est d'arrêter manuellement l'unité de propulsion. Gray le fait et Wagner la dirige vers son propre emplacement, en disant qu'ils décideront quoi faire ensuite ensemble.
Lorsque Gray arrive dans le laboratoire, le Dr Wagner révèle qu'elle fait elle-même partie de l'expérience «Dead Effect»; ils ne sont pas du tout sur un vaisseau spatial, ils sont sur un centre de recherche orbital massif et il n'y a pas eu d'épidémie accidentelle de zombies - l'ensemble de l'exercice faisait partie de la recherche de Wagner sur le développement de mutagènes pour augmenter l'endurance au combat (les fichiers journaux à collectionner précisent que le Dr Wagner est illusoire, et que l'ESS Meridian était vraiment un navire de colonie; le Dr Wagner a délibérément muté l'équipage et transformé le navire en un terrain d'essai de combat pour ses expériences) Il dit à Gray qu'elle a très bien performé et que ses résultats seront archivés pour une étude future. Il essaie de la tuer en utilisant un lit médicalisé, mais Gray s'échappe et jure de le traquer et de le tuer.
Elle s'échappe du laboratoire et part à la recherche du Dr Wagner, qui a utilisé un virus sur lui-même, le transformant en une créature semblable à un zombie avec des pouvoirs électriques. Elle le trouve au cœur de la station et le tue.

## Accueil
Dead Effect a reçu des critiques mitigées à positives. La version iOS détient un score global de 70 sur 100 sur Metacritic, sur la base de dix avis, et de 70,62% sur GameRankings, sur la base de huit avis.
James Paterson de TouchArcade a été impressionné, marquant le match 4 sur 5. Bien qu'il ait critiqué le manque d'originalité de l'intrigue, le mauvais doublage, l'absence de capacité de course et pas de mode multijoueur en ligne, il a conclu que à la base, Dead Effect est encore un autre jeu de tir amusant mettant en vedette les êtres réanimés préférés de tout le monde. Vous ne trouverez rien de nouveau, mais il offre un défi décent et offre une excellente rejouabilité en mode survie et tente de remporter toutes les réalisations. Si vous êtes fan de jeux violents, sanglants et d'horreur, vous trouverez une bonne distraction dans celui-ci ».
Chris Buffa de Modojo a également marqué le match 4 sur 5. Il a trouvé que le doublage était si mauvais, qu'il a aidé le jeu, en introduisant des éléments de bande dessinée involontaires dans une histoire autrement sérieuse. Il a conclu que « Dead Effect divertit en suivant le même chemin que nous avons vu dans d'innombrables jeux de zombies. En fin de compte, c'est un bon début pour ce qui devrait devenir une expérience encore plus grande dans les mois à venir. Des zombies dans l'espace ? Bien sûr, pourquoi pas ? ».
Harry Slater de Pocket Gamer a marqué le match 7 sur 10, en écrivant « Il n'y a peut-être pas beaucoup de subtilité dans Dead Effect, et il ne figure peut-être pas parmi les jeux les plus innovants de l'App Store, mais il y a beaucoup de amusement sanglant et insensé ici. Et parfois, c'est tout ce que vous attendez d'un jeu. Un grand jeu de tir stupide avec beaucoup de zombies à traverser, Dead Effect est loin d'être un classique. Mais c'est un plaisir sans cervelle ».
Blake Grundman de 148Apps a marqué le match 3,5 sur 5, en écrivant « Ce n'est rien de trop spécial, mais c'est un jeu de tir à la première personne passable sur une plate-forme déjà jonchée de tentatives beaucoup moins fructueuses. Ceux qui cherchent à se livrer leur intérieur film B look besoin d'amant pas plus loin ».
Chris Pereira de MacLife a moins été impressionné, notant le jeu 2 sur 5 « Les armes, l'établissement, de la musique, et les ennemis sont sans inspiration, et le gunplay est trop faible pour compenser. En conséquence, Dead Effect est un jeu de tir à la première personne complètement ordinaire ». Il a critiqué les commandes, la similitude des niveaux, l'IA ennemie, le dialogue et la voix. Bien qu'il ait fait l'éloge des effets sonores, il a conclu que « pour chaque élément positif, il y a quelque chose à redire à l'autre bout, que ce soit le système de mise à niveau terne ou la prise de vue banale. Dead Effect est un jeu de tir à la première personne sans inspiration qui ne fait rien d'original, se révélant le plus mémorable pour son dialogue hilarant horrible ».

### Note
1. ↑  Dans le cadre du synopsis de l'intrigue, toutes les références au personnage du joueur concernent Jane Grey, et non Gunnar Davis.